# Dipodomys phillipsii
Dipodomys phillipsii là một loài động vật có vú trong họ Chuột kangaroo, bộ Gặm nhấm. Loài này được Gray mô tả năm 1841.